# Castiarina insculpta
Castiarina insculpta es una especie de escarabajo del género Castiarina, familia Buprestidae. Fue descrita científicamente por Carter en 1934.
Es endémica de Tasmania, donde se alimenta del arbusto Asteraceae (Ozothamnus hookeri).